# Baeocera manasensis
Espèce
Baeocera manasensis est une espèce de coléoptères de la famille des Staphylinidae et de la sous-famille des Scaphidiinae.

## Répartition et habitat
Cette espèce est décrite de l'Assam, en Inde.